# 维尔德河 (乌斯特阿河支流)
47°19′32″N 8°47′02″E / 47.32556°N 8.78377°E

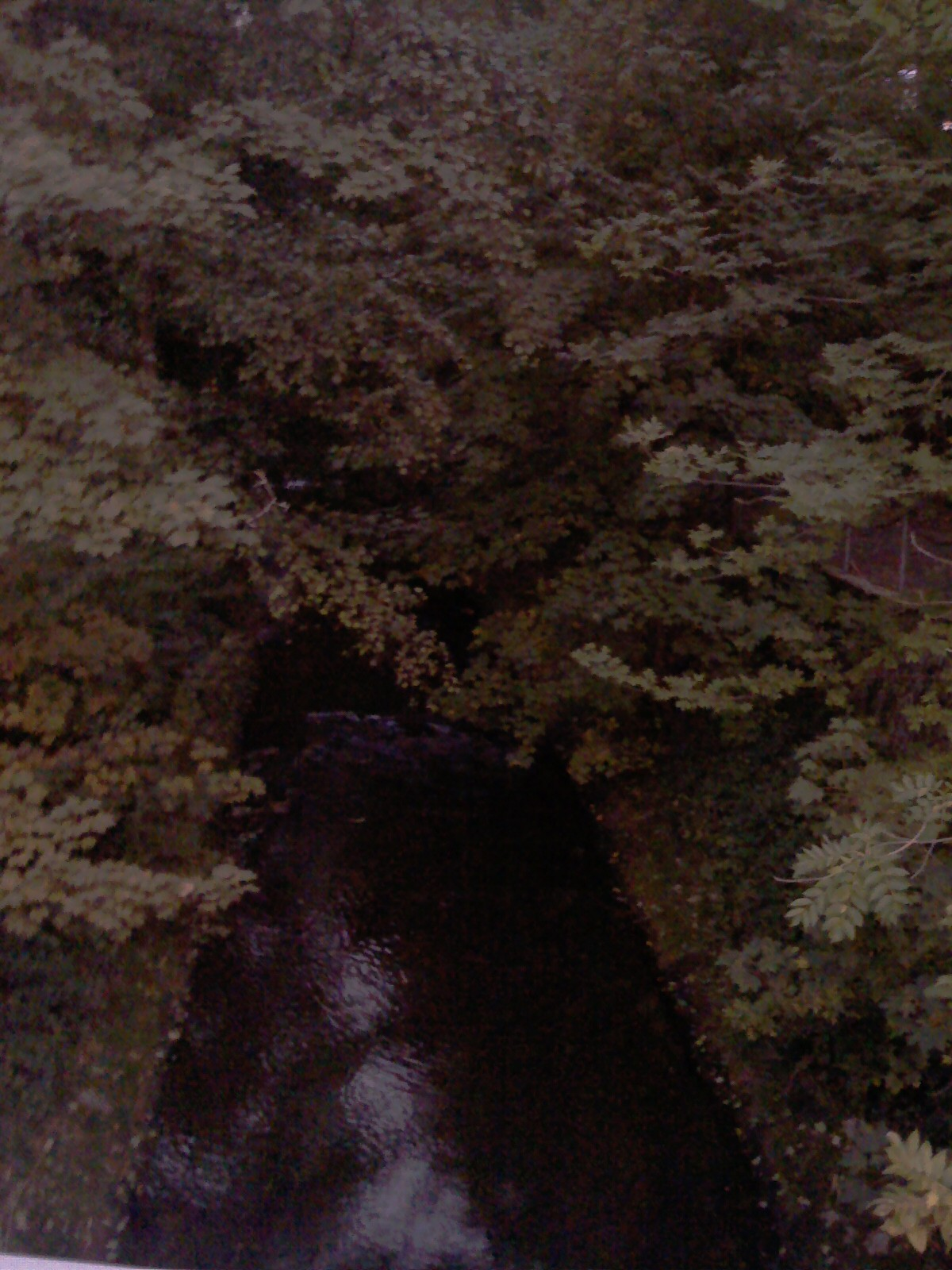

維爾德河（德語：Wildbach）是瑞士蘇黎世州的河流，位於該國北部，屬於烏斯特阿河的左支流，河道全長9.9公里，流域面積20.5平方公里，河口處在韋齊孔。